# Левченко Юлія Андріївна
Юлія Андріївна Левченко (28 листопада 1997, Артемівськ) — українська легкоатлетка, що спеціалізується в стрибках у висоту, срібна призерка чемпіонату світу, чемпіонка юнацьких Олімпійських ігор 2014. Найкращий результат — 2,02 м у приміщенні та 2,02 м на відкритому повітрі. Володарка національного рекорду серед юніорів, учасниця літніх Олімпійських ігор 2016 року. Дворазовий чемпіон України (2018, 2019). Триразовий чемпіон України в приміщенні (2018, 2019, 2023); Молодший лейтенант Збройних Сил України. Заслужений майстер спорту України (2017).

## Біографія
Юлія Андріївна Левченко народилася 28 листопада 1997 року в місті Бахмут (на той час Артемівськ) Донецької області.
У дитинстві переїхала до Києва, відвідувала художню школу та танцювальний гурток. Вищу освіту Левченко здобула в Національному університеті фізичного виховання і спорту.

## Кар'єра

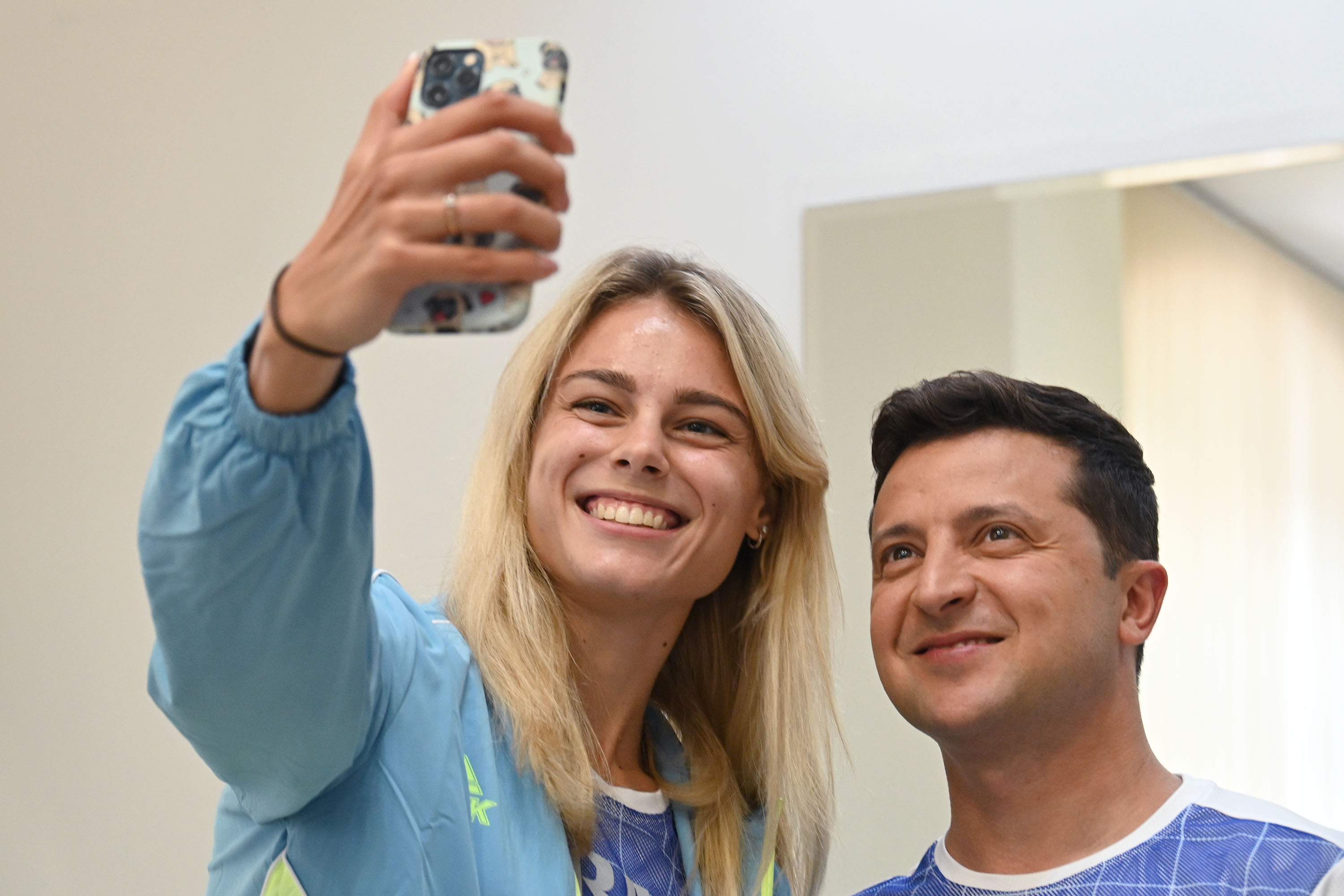
Юлія Левченко і президент України в Olympic House

### 2017
У лютому 2017 року посіла першу сходинку на міжнародних змаганнях «Banskobystrická latka» (Банська Бистриця, Словаччина) в стрибках у висоту, другою була Ірина Геращенко.
На початку березня завоювала бронзову нагороду на чемпіонаті Європи у приміщенні, який відбувся у сербському Белграді. Для Левченко це перша нагорода дорослих змагань.
8 червня 2017 року на 4-му етапі Діамантової ліги стала третьою, вперше в кар'єрі опинившись серед призерів таких змагань. 16 липня на молодіжному чемпіонаті Європи здобула золоту медаль, оновивши свій особистий рекорд.
З 13 по 16 липня у Бидгощі (Польща) проходив Чемпіонат Європи з легкої атлетики серед молоді. Юлія на ньому виборола золото з результатом 1,96 м, обійшовши однокомандницю Ірину Геращенко (1,92) та італійку Еріку Фурлані (1,86).
На Лондонському чемпіонаті світу 2017 року, що проходив з 4 по 13 серпня, виборола срібну нагороду, покращивши особисте досягнення до 2 м 1 см. Юля не пропускала жодної висоти, і всі, включаючи повторення особистого рекорду (1,97 м) і новий особистий рекорд (1,99 м), долала з першої спроби. Висоту 2,01 м Левченко подолала з другої спроби, чим і забезпечила собі першу в кар'єрі медаль дорослого чемпіонату світу.
Національний олімпійський комітет України визнав легкоатлетку найкращою спортсменкою серпня в Україні.
На початку вересня Левченко до срібної медалі чемпіонаті світу додала друге місце зі стрибків у висоту у фіналі легкоатлетичного турніру «Діамантова Ліга» у Брюсселі. Висота 1,91 метрів остаточно перекреслила шанси більшості учасниць на боротьбу за перемогу. Цю висоту подолали лише дві спортсменки — Юлія Левченко і росіянка Марія Ласіцкене. З другої спроби Юлії підкорилися і 1,94 м. Після двох невдач на 1,97, Левченко перенесла заключну спробу на 1,99 м, але цього вечора подолати їх не вдалося. Вона друга.
14 жовтня 2017 року Юлія за спортивні досягнення у стрибках у висоту перемогла у номінації «Висхідна зірка» на церемонії, організованою Європейською легкоатлетичною асоціацією, у Вільнюсі.
Юлія Левченко визнана кращою легкоатлеткою 2017 року за опитуваннями серед членів Ради Федерації легкої атлетики України, представників ЗМІ та вболівальників.

### 2018
9-10 січня у Києві, в манежі КМШВСМ, відбулися традиційні змагання з легкої атлетики «Різдвяні старти». Вони ознаменувалися низкою високих результатів, найвидатніший з яких — новий молодіжний рекорд України у приміщенні зі стрибків у висоту. Його автором стала киянка Юлія Левченко. Основні суперниці срібної призерки чемпіонату світу-2017 — киянка Ірина Геращенко та Юлія Чумаченко з Миколаєва — залишили Левченко у секторі наодинці з планкою вже після позначки 1,92. Геращенко стала на цих змаганнях другою (1,89), а Чумаченко — третьою (1,86). А от Юлія Левченко продовжила штурмувати висоти, і з третьої спроби їй підкорилися 1,97. Це на один сантиметр краще за попередній молодіжний рекорд України для приміщень, який ще 24 роки тому встановила Ірина Михальченко. А напередодні, під час церемонії відкриття «Різдвяних стартів», Левченко отримала нагороду за перемогу у номінації «Світове визнання» премії «Спортивне сузір'я-2017».
Левченко відкрила міжнародний сезон-2018 перемогою на міжнародних змаганнях зі стрибків у Котбусі (Німеччина). Юлія на цьому турнірі виступала у ролі головної фаворитки змагань і підтверджувати цей статус почала вже з перших стрибків. Усі висоти вона долала з першої спроби. Не виникло проблем і з висотою, рівною її особистому рекорду у приміщенні, який до того ж є молодіжним рекордом України у приміщенні, — 1,97 м. Його вона вже долала у Києві на «Різдвяних стартах». Тоді висота підкорилася Левченко з третьої спроби. Цього ж разу Юлія подолала її вже з першої. Всі три спроби підкорити 2,00 метри закінчились невдачами. Другою у Котбусі стала хорватка Ана Шимич (1,91 м), а німкеня Марі-Лоренс Юнгфляйш замкнула першу трійку з результатом 1,88 м.
Також Левченко завоювала срібну медаль на етапі Світового туру IAAF в закритих приміщеннях у польському Торуні, що пройшов у середині лютого. Вона показала результат 1,95 м, поступившись росіянці Марії Ласіцкене (2,00 м). Третьою стала шведка Еріка Кінсі (1,90 м).

### 2019

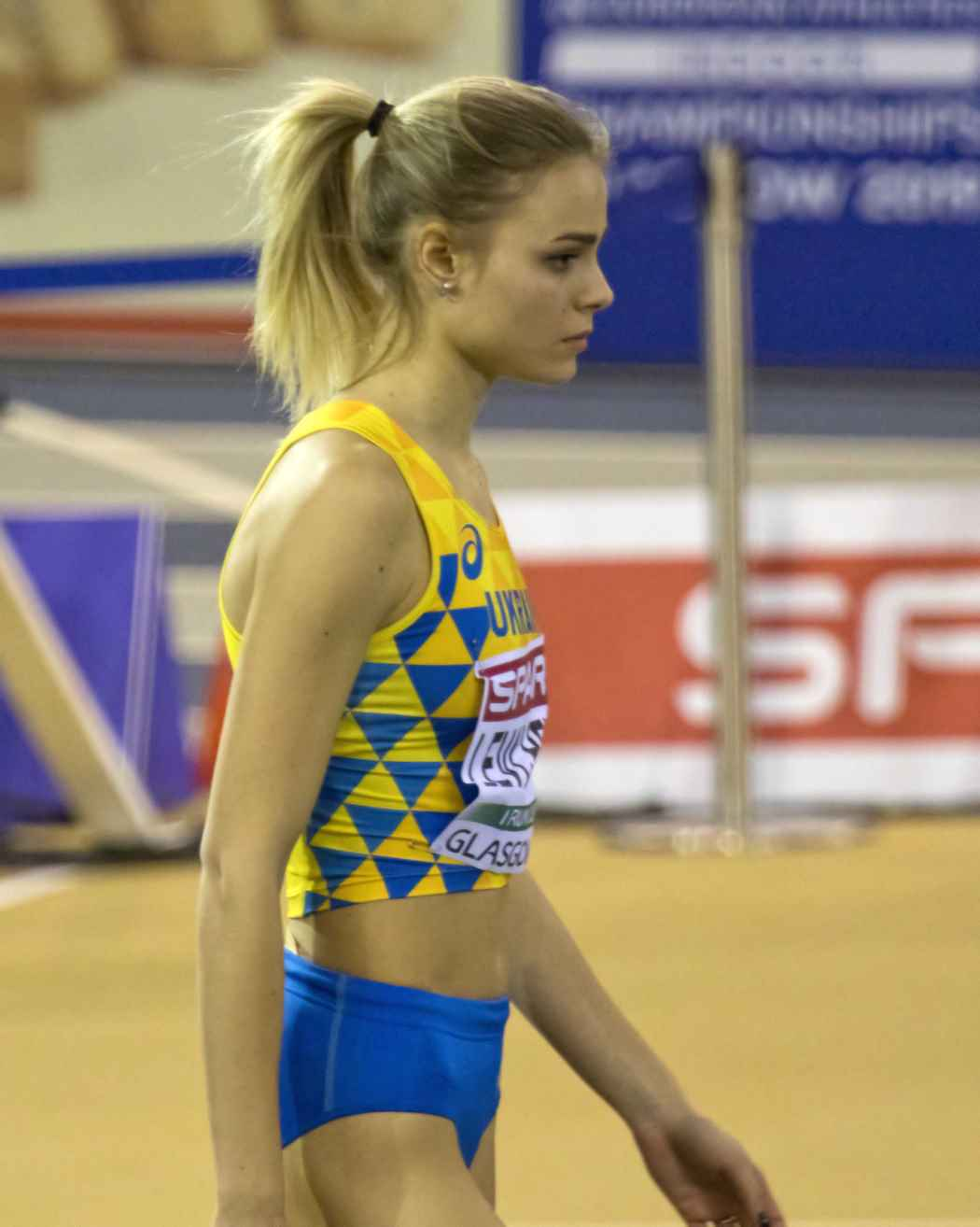
Левченко на чемпіонаті Європи в приміщенні

Сезон Левченко розпочала 12 січня на турнірі «Різдвяні старти» у Києві, здобувши перемогу з результатом 1,96 м. 25 січня Юлія повторила цей результат на клубному чемпіонаті України в Сумах та здобула перемогу. Перший міжнародний старт відбувся 30 січня в німецькому Котбусі, де українка знову зупинилася на висоті 1,96 м, посівши третє місце. 8 лютого в Сумах відбувся чемпіонат України, де три спортсменки: Юлія Левченко, Ірина Геращенко та Катерина Табашник показали результат 1,97 м, але переможцем за спробами стала саме Левченко. 12 лютого на змаганнях у Франції перемогла з особистим найкращим результатом у приміщенні (2,00 м). 22 лютого здобула перемогу на «Меморіалі Олексія Дем'янюка» (1,96 м).
1 березня відбулася кваліфікація чемпіонату Європи в приміщенні, який відбувався в Глазго. Юлія з другої спорби взяла 1,93 м та гарантувала собі вихід у фінал, який відбувся 3 березня. Українка впевнено розпочала змагання, підкорюючи з першої спроби шість висот поспіль. На висоті 1,99 м Юлія вперше збила планку, але з другої спроби зуміла взяти висоту. На висоті 2,01 м залишилася лише Юлія та росіянка Марія Ласіцкене, яка взяла цю висоту та у підсумку завоювала золоту медаль.

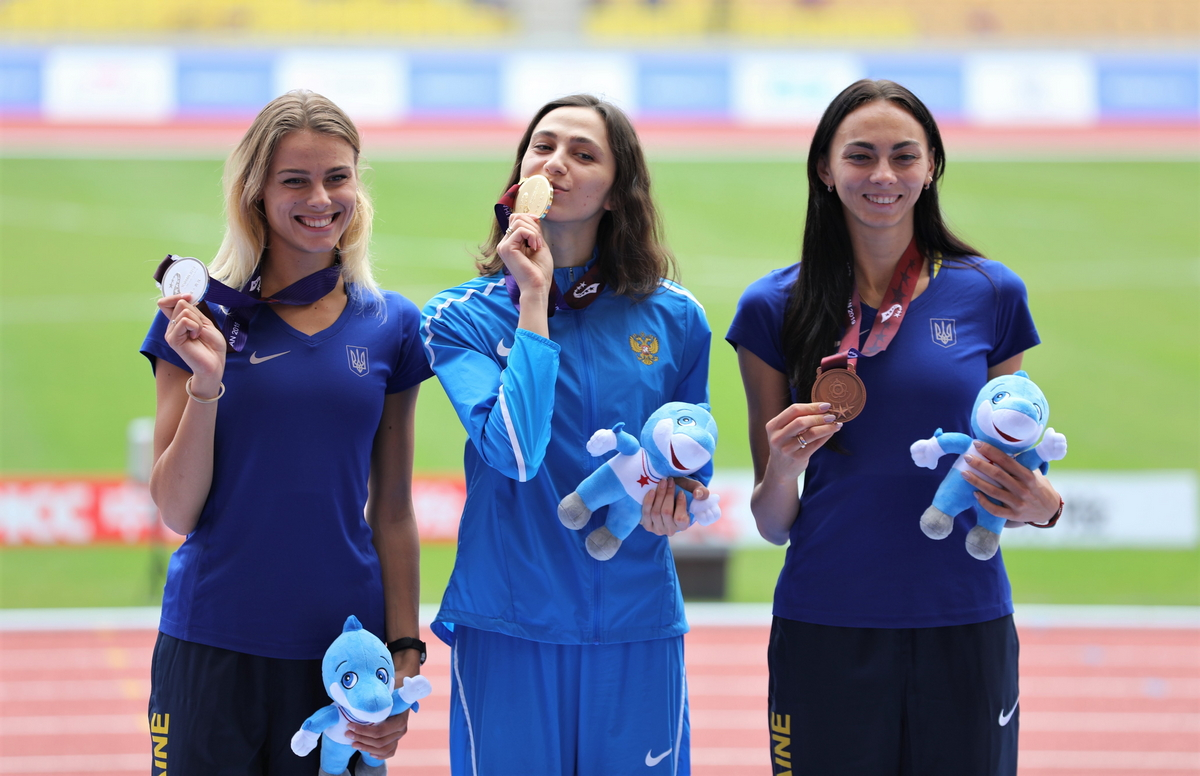
Левченко, Ласіцкене та Геращенко на подіумі Всесвітніх Ігор військовослужбовців

30 травня на Діамантовій лізі в Стокгольмі стала другою (1,90 м), поступившись Марії Ласіцкене. Наступний етап відбувся 13 червня в Осло, де українка стала шостою (1,94 м). На етапах в Юджині та Лозанні Юлія ставала четвертою (результати 1,95 м та 1,94 м). 12 липня у шведському Євле відбувся чемпіонат Європи серед молоді, де Юлія здобула впевнену перемогу (1,97 м), випередивши німкеню Крістіну Гонсель на 5 сантиметрів. 26 липня перемогла на клубному чемпіонаті України (1,96 м). На командному чемпіонаті Європи, який проходив у польському Бидгощі з 9 по 11 серпня, Юлія виграла золоту медаль в секторі для стрибків у висоту з результатом 1,97 м. 23 серпня з найкращим результатом сезону (2,00 м) стала чемпіонкою України. 6 вересня в Брюсселі відбувся фінал Діамантової ліги, на якому Юлія стала другою (1,97 м), поступившись світовому лідеру Марії Ласіцкене. 10 вересня взяла участь у матчевій легкоатлетичній зустрічі Європа — США, яка відбулася в Мінську. Там Левченко встановила новий особистий рекорд 2,02 м та здобула перемогу. Після цього перемогла на турнірі в Анталії (1,97 м).
27 вересня відбулася кваліфікація на чемпіонаті світу в Досі. Кваліфікаційним нормативом була висота 1,94 м. Юлія безпомилково дойшла до висоти 1,92 м та припинила змагання, оскільки цього було достатньо для виходу у фінал. Вирішальний старт відбувся 30 вересня. Левченко впевнено брала стартові висоти з першої спроби. На висоті 1,98 м, яку Юлія також взяла з першої спроби, залишилося п'ять спортсменок. Висота 2,00 м підкорилася їй лише з третьої спроби. Після неї Юлія була на третьому місці, випереджаючи Ярославу Магучіх за спробами. Але Ярослава зуміла стрибнути 2,02 м, тоді як Юлії ця висота не підкорилася і вона у підсумку стала четвертою.
23 жовтня на 7-х Всесвітніх Іграх серед військовослужбовців в Китаї з результатом 1,92 м здобула срібну нагороду та завершила сезон.

### 2020
Зимовий сезон Левченко традиційно розпочала на «Різдвяних стартах», які відбулися 11 січня в Києві. Там вона перемогла з результатом 2,00 м та повторила свій особистий рекорд у приміщенні. 29 січня на змаганнях в Котбусі з результатом 1,96 м поступилася лише Ярославі Магучіх. 31 січня на змаганнях світового легкоатлетичного туру в приміщенні в Карлсруе знову стала другою (1,99 м), поступившись Ярославі Магучіх. 11 лютого на «Банській-Бистриці» вона посіла третє місце (1,93 м). Левченко готувалася до чемпіонату світу в приміщенні, який мав відбутися у середині березня в Нанкіні, але саме в цей час у світі розгорнулася пандемія COVID-19, яка призупинила усі спортивні змагання.
23 липня з результатом 2,00 м перемогла на регіональному клубному чемпіонаті, що відбувся в Києві. 14 серпня на етапі Діамантової ліги в Монако, який став першим міжнародним турніром після карантинної паузи через коронавірус, з результатом 1,98 м посіла другу сходинку п'єдесталу, поступившись за кількістю спроб Ярославі Магучіх. На «Меморіалі Ірени Шевінської» в Бидгощі, Польща з результатом 2,00 м здобула перемогу, випередивши Ярославу Магучіх. 23 серпня відбувся етап Діамантової ліги в Стокгольмі, де Юлія знову стала другою з результатом 1,98 м, поступившись Ярославі Магучіх. 6 вересня перемогла на «Меморіалі Каміли Сколімовської» (1,92 м), а 8 вересня в німецькому Дессау за кількістю спроб перевершила Ярославу Магучіх та здобула перемогу (1,98 м). Переможну ходу Юлія продовжила на континентальному турі в Загребі (1,93 м). 17 вересня, в Римі, відбувся заключний етап Діамантової ліги. На ньому Левченко з результатом 1,98 м здобула перемогу та завершила змагальний сезон.

### 2021

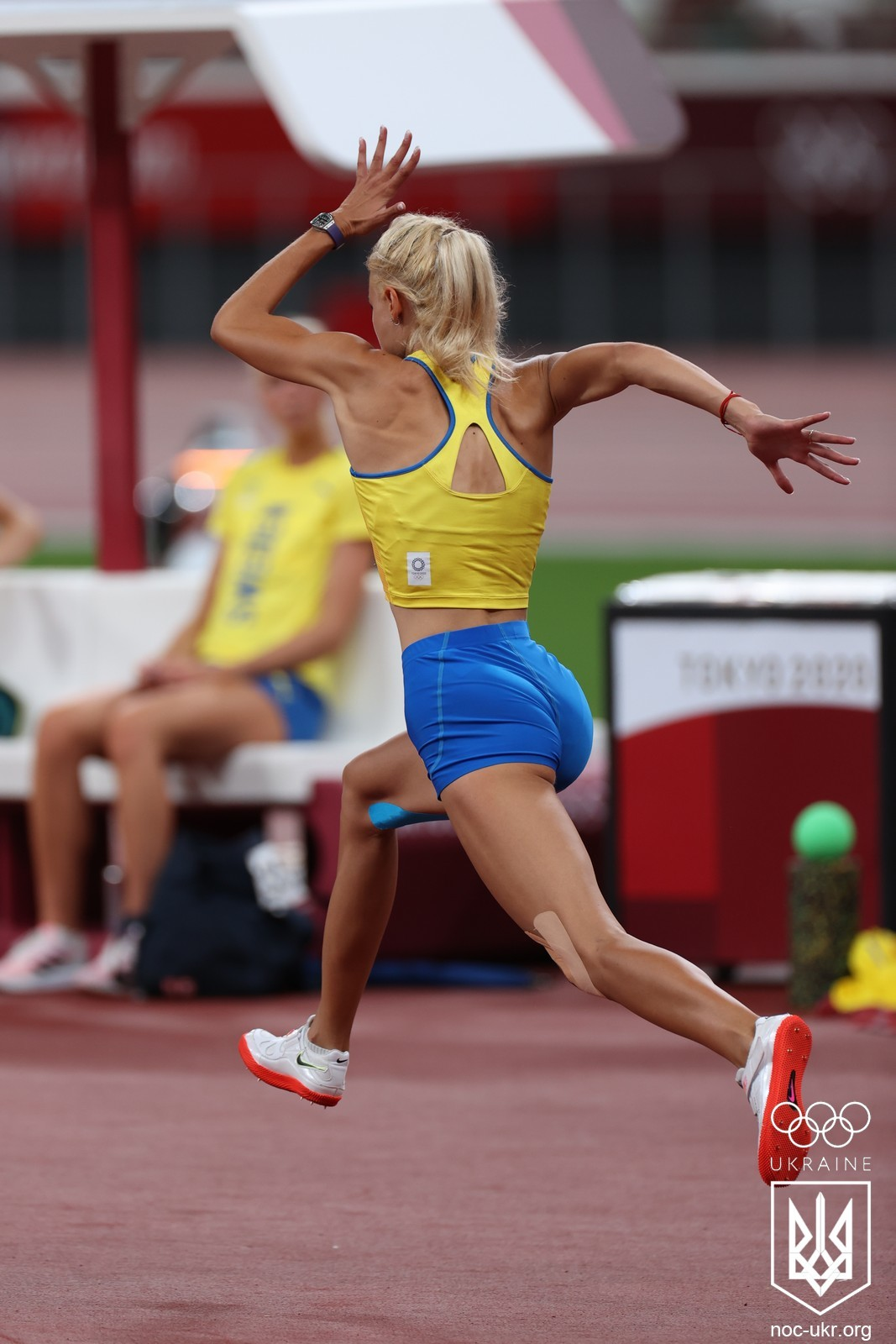
Юлія Левченко робить стрибок на Олімпійських іграх

Зимовий сезон для спортсменки розпочався 9 січня на турнірі «Різдвяні старти» у Києві. Вона з результатом 1,95 м посіла друге місце, поступившись лише Ярославі Магучіх, яка перемогла повторивши рекорд України в приміщенні (2,02 м). 2 лютого відбувся турнір «Банська-Бистриця» в Словаччині, на якому Юлія знову поступилася лише Ярославі Магучіх, яка встановила новий рекорд України 2,06 м. 5 лютого Левченко з результатом 1,92 м перемогла на кубку України в Києві. 11 лютого відбувся чемпіонат України, на якому Левченко з результатом 1,96 м посіла друге місце, поступившись лише Ярославі Магучіх (2,00 м). 20 лютого на «Меморіалі Олексія Дем'янюка» у Львові, з результатом 1,92 м здобула перемогу, випередивши Ірину Геращенко (1,89 м).
5 березня відбулася кваліфікація на чемпіонаті Європи в приміщенні, який відбувся у польському місті Торунь. Юлія з першої спроби подолала стартові три висоти, а висоту 1,91 м лише з третьої спроби. Цього результату було достатньо щоб кваліфікуватися у фінал із сьомого місця. 7 березня відбувся фінал у якому виступили три українки. Юлія впевнено проходила стартові висоти, та з першої спроби взяла 1,92 м та 1,94 м. Але висота 1,96 м їй не підкорилася, а Юлія посіла підсумкове четверте місце. Її випередили співвітчизниці Ярослава Магучіх та Ірина Геращенко, а також фінська спортсменка Елла Юнніла.
17 травня в Луцьку відбувся клубний чемпіонат України, де Юлія з результатом 1,83 м посіла четверте місце. 23 травня, в Гейтсхеді відбувся перший в сезоні етап Діамантової ліги. Там вона з результатом 1,84 м стала дев'ятою. 29 травня у Івано-Франківську відбулася Універсіада, де Юлія з результатом 1,89 м. 8 червня їй вдалося посісти третє місце на турнірі Світового легкоатлетичного континентального туру, який відбувався у фінському місті Турку (1,91 м). 19 червня відбувся чемпіонат України. Юлія Левченко та Оксана Окунєва показали однаковий результат 1,94 м, але за використаними спробами Оксана стала третьою, а Юлія четвертою. 26 червня відбувся «Меморіал Віктора Лонського», де Левченко знову посіла четверте місце (1,87 м). 28 червня на легкоатлетичному фестивалі в Києві стала другою (1,85 м).
5 серпня пройшла кваліфікація на Олімпійських іграх в Токіо. Спортсменкам потрібно було взяти висоту 1,95 м для того щоб вийти у фінал. Перші три висоти Юлія взяла з першої спроби, 1,93 м з другої, а 1,95 м з третьої, що гарантувало їй участь у фіналі. 7 серпня відбувся фінал, де взяло участь три українки. Юлія Левченко розпочала змагання з того, що взяла з першої спроби 1,84 м та 1,89 м. Висоту 1,93 м та 1,96 м українка взяла з другої спроби. Після двох невдалих стрибків на висоті 1,98 м, вона спробувала взяти висоту 2,00 м, але зазнала невдачі. У підсумку вона посіла восьме місце.
21 серпня відбувся етап Діамантової ліги в Юджині, де Юлія стала четвертою (1,90 м), а 26 серпня на етапі Діамантової ліги в Лозанні посіла шосте місце (1,85 м). Також виступила 29 серпня на етапі Діамантової ліги в Парижі, ставши дев'ятою (1,89 м), та 3 вересня на етапі в Брюсселі, де посіла восьме місце (1,88 м). До кінця року сезону також виступила 5 вересня на «Меморіалі Каміли Сколімовської» у Польщі, де стала четвертою (1,91 м), та 12 вересня на континентальному турі в Німеччині, де стала третьою (1,89 м).
Однією із причин не надто успішних результатів українки є те, що на початку 2021 року Юлія перехворіла коронавірусом, що спричинило подальші проблеми зі здоров'ям. Наприкінці червня вона навіть повідомляла, що могла взагалі пропустити виступи у 2021 році.

## 2023
У Лютому 2023 року Юлія Левченко здобула золото на етапі Світового легкоатлетичного туру у приміщенні в Мондевілі.

## Основні досягнення
| Рік  | Чемпіонат                      | Місце проведення           | Місце    | Результат |
| ---- | ------------------------------ | -------------------------- | -------- | --------- |
| 2013 | Чемпіонат світу серед юнаків   | Донецьк, Україна           | 13       | 1,70 м    |
| 2014 | Юнацькі Олімпійські ігри       | Нанкін, Китай              | 1        | 1,89 м    |
| 2015 | Чемпіонат Європи серед юніорів | Ескільстуна, Швеція        | 6        | 1,83 м    |
| 2015 | Чемпіонат світу                | Пекін, Китай               | 24 (кв.) | 1,85 м    |
| 2016 | Чемпіонат світу серед юніорів  | Бидгощ, Польща             | 3        | 1,86 м    |
| 2016 | Олімпійські ігри               | Ріо-де-Жанейро, Бразилія   | 19 (кв.) | 1,92 м    |
| 2017 | Чемпіонат Європи в приміщенні  | Белград, Сербія            | 3        | 1,94 м    |
| 2017 | Чемпіонат Європи серед молоді  | Бидгощ, Польща             | 1        | 1,96 м    |
| 2017 | Чемпіонат світу                | Лондон, Велика Британія    | 2        | 2,01 м    |
| 2018 | Чемпіонат світу в приміщенні   | Бірмінгем, Велика Британія | 5        | 1,89 м    |
| 2018 | Чемпіонат Європи               | Берлін, Німеччина          | 8        | 1,91 м    |
| 2019 | Чемпіонат Європи в приміщенні  | Глазго, Велика Британія    | 2        | 1,99 м    |
| 2019 | Чемпіонат Європи серед молоді  | Євле, Швеція               | 1        | 1,97 м    |
| 2019 | Чемпіонат світу                | Доха, Катар                | 4        | 2,00 м    |
| 2021 | Чемпіонат Європи в приміщенні  | Торунь, Польща             | 4        | 1.94 м    |
| 2021 | Олімпійські ігри 2020          | Токіо, Японія              | 8        | 1,96 м    |
| 2022 | Чемпіонат світу                | Юджин, США                 | 15 (кв.) | 1,90 м    |
| 2022 | Чемпіонат Європи               | Мюнхен, Німеччина          | 9        | 1,86 м    |
| 2023 | Чемпіонат Європи в приміщенні  | Стамбул, Туреччина         | 5        | 1,94 м    |
| 2023 | Чемпіонат світу                | Будапешт, Угорщина         | 17 (кв.) | 1,89 м    |
| 2024 | Чемпіонат світу в приміщенні   | Глазго, Велика Британія    | 9        | 1,84 м    |
| 2024 | Чемпіонат Європи               | Рим, Італія                | 23 (кв.) | 1,81 м    |

## Державні нагороди
- Медаль «За працю і звитягу» (7 березня 2018) — за значний особистий внесок у соціально-економічний, науково-технічний, культурно-освітній розвиток Української держави, зразкове виконання службового обов'язку та багаторічну сумлінну працю[64]